# Domaniç
Domaniç là một huyện thuộc tỉnh Kütahya, Thổ Nhĩ Kỳ. Huyện có diện tích 536 km² và dân số thời điểm năm 2007 là 17860 người, mật độ 33 người/km².